# Marjolein Sligte
 (janvier 2019).
Si vous disposez d'ouvrages ou d'articles de référence ou si vous connaissez des sites web de qualité traitant du thème abordé ici, merci de compléter l'article en donnant les références utiles à sa vérifiabilité et en les liant à la section « Notes et références ».
Marjolein Sligte, née le 15 octobre 1954 à Amsterdam,, est une actrice néerlandaise.

## Filmographie

### Cinéma et téléfilms
- 1982 : De boezemvriend (nl) : La chanteuse
- 1988 : Medisch Centrum West (nl) : Katrien Wolverton
- 1989 : Beppie (nl) : Mme van Geldringen
- 1992 : Spijkerhoek (nl) : Loes Brandsen
- 1992-1993 : Tax Free (nl) : Annie
- 1996 : De Zeemeerman (nl) : Wilma
- 2001 : La découverte du ciel : Selma Kern